# Bisaltes brevicornis
Bisaltes brevicornis es una especie de escarabajo longicornio del género Bisaltes, subfamilia Lamiinae. Fue descrita científicamente por Breuning en 1939.
Se distribuye por Bolivia, Brasil y Ecuador. Posee una longitud corporal de 11 milímetros.